# Piotr Sierecki
Piotr Wiktor Sierecki (ur. 28 czerwca 1973 w Słupcy) polski aktor teatralny. W latach 1993–1997 adept, a od 1997 roku aktor Teatru Żydowskiego w Warszawie.
W 1997 roku ukończył Studium Aktorskie przy Teatrze Żydowskim w Warszawie oraz zdał aktorski egzamin eksternistyczny. 

## Odznaczenia
- Srebrny Krzyż Zasługi – 2015[1]
- Brązowy Krzyż Zasługi – 2005[2]

## Kariera
| Aktor teatralny Teatr Żydowski w Warszawie - 2008: W nocy na starym rynku. Gorączka jesiennej nocy - 2007: Straszna gospoda - 2006: Tradycja - 2006: Zaczarowany krawiec - 2006: Sen o Goldfadenie - 2005: Żyć, nie umierać! - 2005: Publiczność to lubi - 2004: Śpiąca Królewna - 2004: Między dniem a nocą - 2003: Królewna Śnieżka - 2002: Cud Purymowy - 2001: Monisz czyli szatan... - 2000: Kamienica na Nalewkach - 1999: Joszke Muzykant - 1998: ...I stał się cud - 1995: Kto jest kto - 1995: Uriel Akosta Teatr Miejski w Rzeszowie - 2007: Dziady | Aktor filmowy - 2001: Przedwiośnie - 1999: Na koniec świata Teatr Telewizji - 2000: Kamienica na Nalewkach - 1998: Świat kolorów - 1998: Dokument podróży |